# Peter Nymann
Peter Nymann Mikkelsen (ur. 22 sierpnia 1982 w Kopenhadze) – duński piłkarz występujący na pozycji pomocnika. Od 2016 jest zawodnikiem AC Horsens.

## Kariera klubowa
Nymann seniorską karierę rozpoczynał w 2000 roku w klubie Frederikshavn. W 2003 roku trafił do B1893 z 1. division. W 2004 roku odszedł do innego zespołu 1. division, SønderjyskE Fodbold. W 2005 roku awansował z nim do Superligaen. W tych rozgrywkach zadebiutował 20 lipca 2005 roku w zremisowanym 1:1 meczu z Nordsjælland. 27 listopada 2005 roku w zremisowanym 2:2 spotkaniu z Midtjylland strzelił pierwszego gola w trakcie gry w Superligaen.
W 2006 roku Nymann odszedł do Odense, również z Superligaen. Pierwszy ligowy pojedynek zaliczył tam 22 października 2006 roku przeciwko Midtjylland (0:3). W 2007 roku zdobył z klubem Puchar Danii, a w 2009 roku wywalczył z nim wicemistrzostwo Danii.
Latem 2009 roku Nymann został graczem Esbjerga. W jego barwach zadebiutował 18 lipca 2009 roku w zremisowanym 0:0 spotkaniu z Midtjylland.
W 2011 roku Nymann przeszedł do Djurgårdens IF. W 2014 roku został zawodnikiem FC Vestsjælland, a w 2016 - AC Horsens.

## Kariera reprezentacyjna
W reprezentacji Danii Nymann zadebiutował 20 stycznia 2007 w przegranym 1:3 towarzyskim meczu ze Stanami Zjednoczonymi.